# 喬治·格林
喬治·格林（George Green，1793年7月14日—1841年5月31日），英國數學物理學家，曾以业余人士身份發表了一度无人问津的《论数学分析在电磁理论上的应用》。此文引入了好些重要概念，其中有一條定理與現在的格林定理相似，還有物理中勢函數和格林函數的概念。格林出生贫苦，小时候只读了1年的书，幾乎全靠自學成才，而且格林在世時，其工作在數學界並不知名。

## 生平

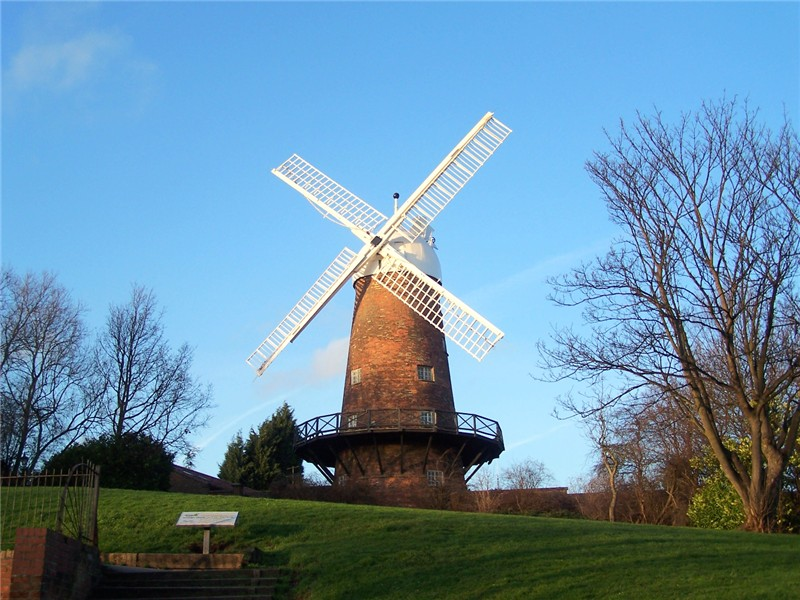
喬治·格林的風車磨坊

乔治·格林出生在英國諾丁漢郡的斯奈頓（Sneinton，現在為諾丁漢城一部分），他一生大部分時間都在此度過。他的父親也名為喬治，是一名穷苦的麵包師傅，建了一座風車磨坊來磨穀物。年輕时的喬治只在8至9歲上過1年學，長大後在父親的風車磨坊工作。父親於西元1829年逝世後，他繼承了風車磨坊。從某時候起他自學數學。因為諾丁漢所有的知識資源很少，歷史學家不清楚他從何得知當時的數學發展情况。那時當地只有1個曾學過數學的人，名為焦恩·托普利斯（John Toplis）。
西元1828年，格林發表了《论数学分析在电磁理论上的应用》(An Essay on the Application of Mathematical Analysis to the Theories of Electricity and Magnetism)。他没有受过大学教育，也不认识任何数学家，这篇「論文」自然没有办法发表在学术期刊上。该文由一位出版社以单行本的形式出版，一共只卖出51份，其中多數是他的朋友，而且他们很可能都看不懂其中的內容。地主埃德瓦·布荣海德也買了一份。这位地主也是一名数学研究者，他鼓勵格林繼續作數學研究。格林不相信布荣海德的誠意，2年沒有與對方接觸。
最後格林还是聯絡了布荣海德，并獲得后者的協助進入劍橋大學。西元1833年，他以40歲之齡成為本科生。他的學術成就不俗，西元1837年畢業後留在劍橋岡維爾與凱斯學院的系內。他在光學、聲學和流體力學都有著作，但他的著作当时都不太知名。但当年级已不小的格林终于在剑桥大学获得一个职位时，身体状况已每况愈下。西元1840年，他得病返回諾丁漢郡。
1841年5月31日晚，格林去世，当时只有其妻子在场。其死因是酒精中毒。几日后，《诺丁汉评论》（Nottingham Review）上的一篇（可能由其旧同学的儿子所写的）讣告上写道：“他若能活得久一点，也许就能以杰出数学家的身份获得认可了。”("Had his life been prolonged, he might have stood eminently high as a mathematician.")

### 身后
格林的数学成就长期不为數學界所知。但到了西元1845年，当时大学毕业的物理學家開爾文勳爵重新發現了格林早年被埋没的名作《论数学分析在电磁理论上的应用》，將其推荐给约瑟夫·刘维尔等大数学家。他们为格林所作工作的重要性所惊讶之余，又将其推廣給更多的其他數學家同行。格林去世10年后，他的《论数学分析在电磁理论上的应用》终于得以在杂志《Crelle》上分期发表。

## 数学成就
1828年，格林在自己几乎无人问津的论文《论数学分析在电磁理论上的应用》（An Essay on the Application of Mathematical Analysis to the Theories of Electricity and Magnetism）中提出了位势论，但是他所说的“位势”概念与高斯说的“位势”不太一样。
以他命名的定理和公式有格林恆等式、格林函數和格林定理。其中格林函数法不但在电动力学的计算中引入了新的思想，格林函数本身在后来的量子力学中也延伸出了传播子（propagator）这一新的物理解释。而格林定理和斯托克斯公式一样，启发了后来诞生的微分形式理论和流形上的微积分。

## 个人生活
格林和妻子简·史密斯一共育有7个孩子。妻子出生于1802年，比格林约小9岁，死于1877年。

## 传记
- Doris Mary Cannell.  [乔治·格林：数学家与物理学家 1793-1841：其生活与工作的背景] 2. 产业与应用数学协会（英语：Society for Industrial and Applied Mathematics）. 2001 [1993]. ISBN 0-89871-463-X （英语）. (该书的附录含有物理学家朱利安·施温格和弗里曼·戴森对其工作的评价)

## 纪念
諾丁漢大學的喬治·格林圖書館以他命名。西元1986年，格林的風車磨坊修復至可以運作。現在用來展示十九世紀的風車磨坊的實際運作，和作為格林紀念館和科學中心。

## 外部連結
- 《大英百科全书》中的条目：喬治·格林（英文）
- 約翰·J·奧康納; 埃德蒙·F·羅伯遜, ,  （英语）
- Template:ScienceWorld